# Atletism la Jocurile Olimpice de vară din 1984 - 3.000 m (feminin)

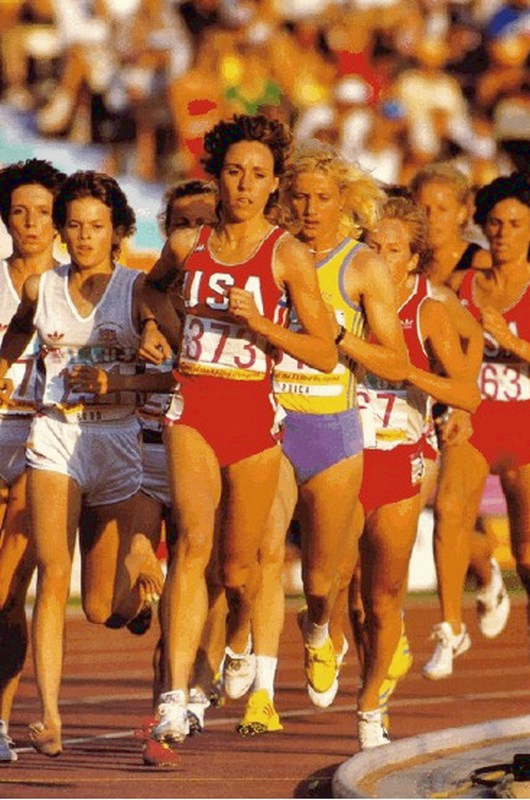
Zola Budd, Mary Decker și Maricica Puică. Maricica Puică a câștigat medalia de aur.

Proba de 3000 de metri feminin de la Jocurile Olimpice de vară din 1984 a avut loc în perioada 8-10 august 1984 pe Los Angeles Memorial Coliseum.

## Recorduri
Înaintea acestei competiții, recordurile mondiale și olimpice erau următoarele:
| Record  | Atletă                  | Timp       | Loc                     | Data          |            |
| ------- | ----------------------- | ---------- | ----------------------- | ------------- | ---------- |
| Mondial | Svetlana Ulmasova (URS) | 8:26,78    | Kiev, Uniunea Sovietică | 25 iulie 1982 |            |
| Olimpic | probă nouă              | probă nouă | probă nouă              | probă nouă    | probă nouă |

## Rezultate

### Calificări
S-au calificat în finală primele trei atlete din fiecare serie și următoarele atlete cu cei mai buni trei timpi. 

#### Seria 1
| Loc | Atletă                | Timp       |
| --- | --------------------- | ---------- |
| 1   | Mary Decker (USA)     | 8,44,38 RO |
| 2   | Lynn Williams (CAN)   | 8,45,77    |
| 3   | Agnese Possamai (ITA) | 8,45,84    |
| 4   | Aurora Cunha (POR)    | 8,46,38    |
| 5   | Dianne Rodger (NZL)   | 8,47,90    |
| 6   | Jane Furniss (GBR)    | 8,48,00    |
| 7   | Hellen Kimaiyo (KEN)  | 8,57,21    |
| 8   | Roisin Smyth (IRL)    | 9,01,69    |
| 9   | Raida Abdallah (JOR)  | 10,48,00   |
| —   | Helen Ritter (LIE)    | NS         |

#### Seria 2
| Loc | Atletă                | Timp    |
| --- | --------------------- | ------- |
| 1   | Brigitte Kraus (FRG)  | 8:57,53 |
| 2   | Joan Hansen (USA)     | 8:58,64 |
| 3   | Wendy Sly (GBR)       | 8:58,66 |
| 4   | Maria Machado (POR)   | 9,01,77 |
| 5   | Donna Gould (AUS)     | 9,05,56 |
| 6   | Eva Ernström (SWE)    | 9,06,54 |
| 7   | Annette Sergent (FRA) | 9,15,82 |
| 8   | Sue French (CAN)      | 9,24,66 |
| 9   | Liliana Gongora (ARG) | 9,41,14 |
| 10  | Hwinga Mwanjala (TAN) | 9,42,66 |

#### Seria 3
| Loc | Atletă                       | Timp       |
| --- | ---------------------------- | ---------- |
| 1   | Maricica Puică (ROU)         | 8:43,32 RO |
| 2   | Cindy Bremser (USA)          | 8:43,97    |
| 3   | Zola Budd (GBR)              | 8:44,62    |
| 4   | Cornelia Bürki (SUI)         | 8:45,82    |
| 5   | Monica Joyce (IRL)           | 8:54,34    |
| 6   | Geri Fitch (CAN)             | 9,07,18    |
| 7   | Marie-Jane Mukamurenzi (RWA) | 9,27,08    |
| 8   | Geeta Zutshi (IND)           | 9,40,63    |
| 9   | Kriscia Lorena García (ESA)  | 9,42,28    |
| —   | Monica Regonesi (CHI)        | NT         |
| —   | Rosa Mota (POR)              | NT         |

### Finala
| Loc | Atletă                | Timp       |
| --- | --------------------- | ---------- |
| 1   | Maricica Puică (ROU)  | 8:35,96 RO |
| 2   | Wendy Sly (GBR)       | 8:39,47    |
| 3   | Lynn Williams (CAN)   | 8:42,14    |
| 4   | Cindy Bremser (USA)   | 8:42,78    |
| 5   | Cornelia Bürki (SUI)  | 8:45,20    |
| 6   | Aurora Cunha (POR)    | 8:46,37    |
| 7   | Zola Budd (GBR)       | 8:48,80    |
| 8   | Joan Hansen (USA)     | 8:51,53    |
| 9   | Dianne Rodger (NZL)   | 8,56,43    |
| 10  | Agnese Possamai (ITA) | 9,10,82    |
| —   | Brigitte Kraus (FRG)  | NT         |
| —   | Mary Decker (USA)     | NT         |